# Beleg van Zutphen (1584)
Het Beleg van Zutphen in 1584 was van mei tot juli 1584 een schansenoorlog tegen de vestingstad Zutphen in het graafschap Zutphen tijdens de Tachtigjarige Oorlog. De belegering werd ondernomen door het Staatse leger onder leiding van Filips van Hohenlohe-Neuenstein. De belegering was een poging om een einde te maken aan de Spaanse plunderingen in het Kwartier van Veluwe maar tevens een poging om een belangrijke Spaanse toevoerroute te blokkeren. De belegering werd waarschijnlijk gestaakt vanwege de dood van Willem van Oranje op 10 juli.

## Aanloop
Na de Inname van Zutphen door Willem IV van den Bergh in 1572, werd de stad op bloedige wijze hernomen door Don Frederik. Zutphen was sinds die tijd onder Spaans gezag blijven staan.

## Beleg
In mei had Filips van Hohenlohe-Neuenstein het beleg geslagen voor de Grote schans onder Zutphen aan de linkeroever van de IJssel in het Kwartier van Veluwe. Het lukte Hohenlohe niet de schans in te nemen, ondanks hevige beschietingen. Daarom liet hij rondom de schans blokhuizen en schansen bouwen, zodat niemand er meer uit kon. De keten van schansen lag in de vorm van een halve cirkel rondom de Grote Schans van oever tot oever. Hohenlohe ondernam diverse vruchteloze pogingen de Grote schans in te nemen. Uit een brief van Hohenlohe van 3 juli aan prins Willem van Oranje blijkt dat hij zelfs tot in juli nog pogingen ondernam. Hij gaf aan in de brief geen voldoende manschappen te hebben om een succesvolle inname door te zetten. De prins van Oranje antwoordde, in een brief, dat er een beslissende maatregel moest worden genomen als Zutphen zich niet binnen acht dagen over zou geven. De prins vond dat steden als Amersfoort, Arnhem, Deventer en Kampen, Utrecht en Zwolle 400 man zou kunnen afstaan. Tegelijkertijd vernam de prins het gerucht dat legers van Ernst van Beieren aan het muiten waren geslagen, een reden dat hij haast wou zetten achter de onderneming in Zutphen, zonder "iets gevaarlijks te ondernemen". Hij vreesde, dat bij grote verliezen, ook de omringende steden meegesleept zou kunnen worden. Hij wilde daarom liever wachten op een moment dat hij met een goed leger de vijand het hoofd bieden kon. De prins besluit de brief met het verzoek aan Hohenlohe om zich bij hem te vervoegen, als hij daar gemist kan worden. De prins schreef de brief een week voor zijn dood. Waarschijnlijk was dit de laatste militaire bemoeienis van de prins.

## Nasleep
Het beleg werd na de dood van Willem van Oranje opgebroken. Onder leiding van Robert Dudley zou tijdens een belegering in 1586 nog een vergeefse poging worden ondernomen. Uiteindelijk zou Zutphen pas na het beleg van 1591, onder leiding van Maurits van Nassau, de latere prins van Oranje, voorgoed in Staatse handen raken.
1473: Beleg door Karel de Stoute ·
1481: Beleg door Bourgondiërs ·
1572: Inname door Willem van den Bergh ·
1572: Bloedbad van Zutphen ·
1584: Beleg door Hohenlohe ·
1586: Beleg door Dudley · Slag bij Warnsveld ·
1591: Beleg door Maurits ·
1672: Beleg door Fransen